# 中島流
中島流は日本の砲術の流派のひとつ。

## 概要
開祖は大坂出身の中島太兵衛長守（1694－1762）。斎藤新蔵に武衛流砲術を、大野宇右衛門に自得流砲術を、佐々木浦右衛門に佐々木流砲術を学び、三派の長所を取捨選択して中島流砲術を確立した。
矢を一度に発射する連矢砲、煙硝・硫黄・炭・松脂・樟脳などを混合した火薬による炮録玉を特徴とした砲術である。
中島流砲術の秘伝集には、「砲術を賤しき業という人は、火砲を知らぬ愚将と知れ」と記載、砲術軽視の武将を愚将としている。
「中島流炮術管䦰録」は図面が多く、鉄砲に始まり、大筒の棒火矢近町など棒火矢や焙烙玉発射の架台、木砲の製作法、運用法がわかりやすく記載されている。
森重流砲術の流祖・森重都由、松平定信、大塩平八郎、窪田勝英・窪田清音父子が中島流砲術を習得している。真田幸貫も鉄砲研究のため、近臣に学ばせており、様々な流派に影響を与えた。